# Zamach bombowy w Nawakszucie (2009)
Zamach bombowy w Nawakszucie miał miejsce 8 sierpnia 2009 przed ambasadą Francji. Był to pierwszy zamach samobójczy w historii Mauretanii. W wyniku wybuchu bomby zginęła 1 osoba (sprawca), a 3 osoby zostały ranne.
Do ataku doszło 3 tygodnie po zwycięstwie Muhammada uld Abd al-Aziza w wyborach prezydenckich. Jego zaprzysiężenie miało miejsce 5 sierpnia 2009, 3 dni przed zamachem.

## Tło
W Mauretanii doszło już wcześniej do kilku ataków terrorystycznych. W 2007 roku czterech francuskich turystów zostało porwanych i zamordowanych. 23 czerwca 2009 roku amerykański nauczyciel, Christopher Logest, został zastrzelony w Nawakszucie. Do obu ataków przyznała się Al-Ka’ida Islamskiego Maghrebu.

## Zamach
Zamachowiec był ubrany w boubou, tradycyjny ubiór w Mauretanii i Afryce Zachodniej. Miał też na sobie pas szahida. Mężczyzna wysadził się na chodniku pomiędzy ambasadą Francji i ambasadą Libii około 19:00 czasu lokalnego. Choć zamach miał miejsce niedaleko obu ambasad celem była ambasada Francji. Eksplozja nie uszkodziła jej budynku.
Dwóch pracowników ambasady Francji zostało rannych, gdy uprawiali jogging. Odnieśli niewielkie obrażenia i zostali hospitalizowani. Oprócz nich jeszcze jedna osoba została lekko ranna.

## Śledztwo
Rząd Francji zapowiedział dochodzenie w sprawie ataku terrorystycznego. Wydał także oświadczenie, obiecując wsparcie dla mauretańskich władz w trakcie śledztwa. Mauretańska policja zidentyfikowała sprawcę jako Mauretańczyka urodzonego w 1987. Władze oświadczyły, że zamachowiec został „oficjalnie uznany za członka ruchu dżihadystów”.

## Reakcje
Ministerstwo Spraw Zagranicznych i Europejskich Francji potępiło „z największą stanowczością atak w Nawakszucie w pobliżu francuskiej ambasady”. Wydało także oświadczenie:
„życzymy rannym szybkiego powrotu i wyrażamy z całym sercem solidarność z władzami mauretańskimi w obliczu tego aktu terrorystycznego. Francja podtrzymuje swoją determinację w walce z terroryzmem obok władz mauretańskich.”